# 竹内靖夫の電リク・ハローパーティー
竹内靖夫の電リク・ハローパーティー（たけうちやすおのでんリク・ハローパーティー）は、文化放送で2005年から2009年7月17日まで放送されたラジオ番組。

## パーソナリティ
- 竹内靖夫（文化放送アナウンサー※当時）

番組内の別名：バンブーさん（英語で竹のことをバンブーというので）、妄想竹内、バンブー君

### パートナー
- 石川真紀（文化放送アナウンサー※当時）

番組内の別名：まきぴょん、助演美人女優、アシスタント、石川アナ、まきぴょんブースカ、秋田弁の達人（秋田市生まれ、今も実家がある、そして妙にくわしいので）

## 放送時間
いずれの年度も18:30からの30分間は全国ネットの「ミュージックギフト〜音楽・地球号」を内包番組として放送。
- 2005年10月3日 - 2006年3月24日：毎週月 - 木曜18:00 - 21:00、金曜18:00 - 19:00

（金曜は「竹内靖夫のハローウィークエンド」として放送）
- 2006年10月3日 - 2007年3月23日：毎週火-金曜18:00 - 21:00
- 2007年10月2日 - 2008年3月21日：毎週火-金曜18:00 - 21:00
- 2008年10月1日 - 2009年3月27日：毎週火-金曜18:00 - 21:00

### 増刊号
- 2009年2月22日 - 2009年4月5日：毎週日曜13:00 - 16:00

## 番組概要
ナイターオフ時に放送されていた竹内自身の前身番組の「電リク」を継続しながら、1969年 - 1975年に放送されていた「ハローパーティー」の復活版としている番組である。2008年2月28日には、竹内が本番組を担当してからの通算放送回数が300回を数えている。
2006年オフシーズンは旧「ハローパーティー」同様公開放送が、新社屋内の「メディアプラスホール」で月2回のペースで行われた。
原則はナイターオフ期間（10月から翌年3月まで）の平日の放送だが、例外に2007年および2009年のナイターシーズンは「ライオンズナイター」（平日17:57 - 21:30(2007年)、19:00 - 21:30(2009年)）枠単発で月1回程度放送。また、「キンキンのサンデー・ラジオ」（日曜13:00 - 16:00）の急な終了に伴い2009年2月22日から同年4月に新番組が開始するまでのつなぎ番組として、「竹内靖夫の電リク・ハローパーティー増刊号」として放送した（両番組とも詳細は、下記「タイムテーブル」を参照）。
「シーズン4.5」と称して放送されてきた、2009年ナイターシーズン中の、7月17日（19:00 - 21:30）の放送が最終回となった。2009年10月からのナイターオフ期番組は「センパツ!」。
「つうかぁ隊」に登録、または新規参加を表明しているリスナーからのメッセージやリクエストの採用率が高い傾向にある。
- 番組のスローガン
  - 主役は音楽!それが「電リク」です!!
  - “勝ちにいく” 3年目突入!!

### 番組のテーマソング
- オープニングテーマ「ME KA NANI A'O KAUPO」ファンタジック・ハワイアンズ with Strings（2008年1月3日放送でリクエスト）
- エンディングテーマ「Bali Moon」テミヤン（火曜日の準レギュラー。2007年のオフシーズン）
同曲は2007年12月発売のテミヤン自身のアルバム「北原照久セレクション〜ベスト・オブ・テミヤン」に収録されている。
  - 2008年度はハッピーエンドソングと題して2009年発売予定の番組初のアルバムCDに収録される楽曲をもとに週替わりでエンディングが毎週替わっている。なお、10月は野球中継などで休止が多く、1ヶ月通して同じ曲がかかっていた。

### 番組の基本方針
- リクエスト曲をフルコーラスかける。
- リクエストは数日後、場合によっては1、2ヶ月後に掛かることもあり過去には前シーズンのリクエストが1年以上明けた翌シーズンに採用されたことがあり、2007年3月22日の放送で竹内は「番組が継続する限り有効」と語っている。
  - 音源がレコードの場合、専用の機器が必要であるため、用意できる日にまとめて掛かる。
- レコードやCDの音飛び、曲のかけ間違い、臨時ニュースなどで曲を中断したときは後日改めてかけなおす。
- 原則として、同じシーズン内では同じ曲を掛けない。
- 慣例として、下記の曲目を毎シーズン掛けている。
  - つボイノリオ「金太の大冒険」
  - おおくぼ良太「目蒲線物語」
  - まりちゃんズ「尾崎家の祖母」
  - 城卓矢「トンバで行こう」（シーズン最終日のフィナーレ曲として使用）
- 電話リクエストの際、受付のオペレータの女子大生と1分までなら雑談できるという、番組独自の特典（ルール）がある。

## タイムテーブル
- 18:00：オープニング
- 18:10：夕刊ピックアップ 6時のニュース（金曜のみ吉野亜衣子記者担当の「吉野亜衣子の今週のニュース」）
（ - 2007年シーズン）今日の1日見返り美人（解説：白井静雄アナ。水曜日のみ鈴木敏夫記者）
白井アナが担当日のピックアップ・ニュースは駄洒落を織り込んで伝えている。
- 18:15：ハローパーティパート1
- 18:20：文化放送ネットショップ
- 18:25：交通情報・ミニトーク
- 18:30：ミュージックギフト〜音楽・地球号[1]（提供:創価学会）
- 19:00：ハローパーティパート2
- 19:15：スタジオへようこそ（ゲストコーナー）

新商品や話題のモノ・イベントに携わる人やスタッフが登場する。
- 19:25：文化放送ネットショップ
- 19:35：天気予報・交通情報・プラスチューン
- 19:40：大人の遊び場
大人のための話題を中心に番組発の生活提案、情報発信する特集コーナーである。
火曜のみ北原照久が出演。また、テミヤン・友常の二人が不定期と言う形で出演。
  - 2008年度シーズン

（火）タニタ（リスナー参加型のクイズコーナーや竹内靖夫の体重・体脂肪測定コーナーがある。）
（水）紀文食品（おでんや鍋物に関する情報やゲストを呼んでのトーク主体。なお、12月は一旦中断して、おせち料理やお正月に関する情報やゲストを呼んでのトーク主体になっている。）
（木）新・現役ネット加盟協賛企業各社（R-50世代向けの情報や新・現役ネット主催のイベント報告など）
（金）髙島屋（ラジオショッピング。担当:西野七海）
  - 2006年シーズン

（火）りそな銀行（11月7日より）
（水）～20:00まで週替わり提供（内定）20:00～岩塚製菓
（木）新・現役ネット加盟協賛証券会社（日興コーディアル証券・東海東京証券・フォーバル）
（金）公開放送時ビックカメラ（2006年11月24日より2007年3月まで）

- 20:00過ぎ：みんなのエコ広場（2008年シーズンからの新コーナー）
  - 2007年シーズンまでは引き続き大人の遊び場

- 20:20：ハローパーティパート3

2005年（シーズン1）には、歌手の「千花有黄（ちはなゆき）」のコーナーを20時30分ごろに放送
- 20:40：箱根駅伝への道（2007年11月6日 - 12月28日まで/2008年11月11日 - 12月30日まで）
  - 2007年シーズン後半（水）20:35頃

山本譲二の住まいるフレンド（2008年1月より3月まで2008年度4月 - 9月は土曜早朝、2008年10月 - 土曜20:50へ時間変更して継続中）
- 20:45：天気予報・交通情報
- 20:48：ラストリクエスト〜エンディング

※文化放送ネットショップの月曜の放送時間は1回目が18:28頃、2回目が19:28頃に放送されている。
（2006年度のナイターオフ期間中）18:25頃の交通情報は月 - 金曜の帯で放送されているが、19時・20時台の交通情報は火 - 金曜の放送である。

### 増刊号（日曜）
- 13:00：オープニング→ハローパーティパート1
- 13:30：TOYOTA Drive Your Sunday - リポーター：西野七海
- 13:40：ハローパーティパート2
- 13:52：天気予報、交通情報（日本道路交通情報センター）
- 13:55：フリータイム
- 14:00：フリータイム
- 14:05：文化放送ニュース - 担当：野中直子
- 14:10：ハローパーティパート3
- 14:20：スペシャル企画
- 14:45：ハローパーティパート4
- 14:55：天気予報、交通情報（日本道路交通情報センター）
- 14:57：フリータイム
- 15:00：ハローパーティパート5
- 15:15：サウンドスパイラル
- 15:25：ハローパーティパート6
- 15:30：石川真紀の走れ!イシカワマキバオー!!
  - 中央競馬のメインレースを中継。関西地区のレースは、ラジオ大阪からネット受け。
  - 石川真紀が閃いた目を3,000円購入。当選した場合は、抽選で１名に当選金を送付する。というルール。
  - リポーター：多和田弓子
  - 実況：長谷川太、松島茂、高橋将市（文化放送の競馬中継コーナーは、伝統的に解説者は設けていない）
- 15:45：ハローパーティパート7、プレゼント当選者発表
- 15:54：交通情報（日本道路交通情報センター）
- 15:56：エンディング

### ナイターシーズン
- ナイターシーズン（2007年4月 - 9月）の「月イチ電リク」のタイムテーブル
  - 17:57：プレ・オープニング
  - 18:00：オープニング
    - 18時台前半に交通情報、および「夕刊ピックアップ 今日の1日見返り美人」

  - 19:00前：天気予報・交通情報
  - 20:00前：ニュース
    - 20時台に北原照久が出演

  - 21:00前：天気予報が入るほかは、原則的にフリータイム

## つうかぁ隊
2006年オフシーズンにできた番組関係者、聴取者の親睦団体。親睦団体と言っても「番組内で発生した疑問、質問にみんなの力で解決しよう」というものである。毎日ではないが、竹内から疑問が出される。
隊員には番号が割り振られている他、希望者は役職名（○○支部長など）を名乗れる、竹内はNo.1億「スポークスマン」、石川はNo.3「副隊長」、ちなみにNo.1である隊長は、電リクの担当スタッフ。
つうかぁ隊隊員になるには番組へのリクエストなどに「つうかぁ隊入隊希望」と書いておけば、年齢、職業、リスナー歴などに関係なく、入隊可能である。また、役職をリクエストすれば、入隊と同時に任命される。
隊員番号は勝手に割り振られる。また、隊員番号と隊員名は番組ホームページ内の「文化放送ホームページ内の「つうかぁ隊隊員名簿」」に掲示される。なお、隊員名はラジオネームでも本名でも構わないが、本名の場合、ホームページの掲載はファーストネームのみとなる。また、新規入隊者は全員が番組中に紹介されるわけではない。
なお、当隊はあくまで、親睦、疑問解決が目的であり、隊員は番組ホームページに名前が載る以外に特別な権利は全く発生しない。
2007年末のオフシーズンには、「つうかぁ隊」結成1周年を迎えた。
つうかぁ隊の年齢層は0歳から80歳代まで幅広い。

## 前身番組
この時間枠の竹内靖夫アナがメインパーソナリティの電リク番組
- 「電リクときめき倶楽部 FOREVER YOUNG」（1994年 - 1996年オフ）
- 「電リクときめき倶楽部 2001年音楽の旅」（1997年 - 1999年オフ）
- 「アーバンスクエア電リク21」（2000年オフ）

電リク番組ではないが
- 「竹内靖夫のイブニング・ギフト」（2003年・2004年オフ）

2001年・2002年オフは「ミュージックギフト〜音楽・地球号」のみ同時間枠で放送していた。
この時のナイターオフ19時・20時台は2001年・2002年はセイ!ヤング21、2003年・2004年は斉藤一美アナウンサーパーソナリティの生ワイド番組がそれぞれ放送されていた。